# Óscar Martínez
Óscar Miguel Martínez Suárez (Madrid, 1 de junio de 1976) es un presentador español de televisión y radio que desde septiembre de 2012 hasta julio de 2016 dirigió el programa nocturno de Cadena 100.

## Biografía
Sus primeros pasos los dio en la emisora local Telemadroño —Telemadroño pasó a ser primero Onda 6 Madrid, luego La 10 Madrid, después Metropolitan TV Madrid y actualmente Ehs.TV Madrid— donde presentó diversos espacios; más tarde pasó a Telemadrid, donde en 1996 colaboró en los programas Madrid directo, Tiempo al tiempo y Esto no es Hollywood.
En 1998 pasó a Disney Channel para presentar el programa infantil El rincón mágico, experiencia tras la cual volvió a Telemadrid para colaborar en Madrid directo como hombre del tiempo, sustituyendo en esta tarea a Jaime Bores.
Desde entonces, ha trabajado en España para la mayoría de las cadenas de televisión de ámbito estatal. En Televisión Española presentó El sabelotodo de La 2, para posteriormente, en 2003, pasar a La 1, donde condujo los programas Mi planeta, La noche de las videoteces, 30 veces 31 y el talk show Cerca de ti. Este último estaba enfocado en los diversos aspectos de la sociedad incluyendo los problemas sociales, aunque incluía también concursos y talentos.
En Antena 3 presentó De buena mañana en 2002. En 2004 pasó a Telecinco, donde ha colaborado en programas como Día a día, Gran Hermano VIP: El desafío, Gran Hermano y El programa de Ana Rosa.
En el verano de 2008 presentó el concurso musical Valanota, igualmente en Telecinco, el cual fue retirado de antena a las pocas emisiones por baja audiencia (en torno al 10% de cuota). El 30 de enero de 2009 se despidió como colaborador de El programa de Ana Rosa, después de 4 años trabajando en el espacio junto con la popular periodista Ana Rosa Quintana, para presentar el programa La vuelta al mundo en directo en Antena 3. Este programa se canceló pocas semanas después. En el verano de ese mismo año, presenta también en Antena 3 el concurso Los últimos 20 metros.
Durante el primer semestre de 2010 colaboró en el espacio Tal cual lo contamos y desde septiembre de ese año, condujo el programa de radio Atrévete en Cadena Dial, sustituyendo a Javier Cárdenas(que se había marchado a Europa FM), programa por el que recibe el premio Antena de Plata. En julio de 2012, se despidió de todos sus compañeros, puesto que tras una recolocación de los profesionales por la directiva en todas las emisoras de Prisa Radio, se quedó fuera de la plantilla, tras conseguir que el morning show de Cadena Dial llegase a sus mayores índices de oyentes.
El 20 de julio de 2012, fichó por uno de los principales rivales de la radio fórmula de Grupo Prisa, para presentar a partir del 10 de septiembre, Buenas noches, Óscar Martínez en una de las emisoras musicales de Ábside Media: Cadena 100.El programa Buenas noches, Óscar Martínez finalizó el 18 de julio de 2014, y desde el 1 de septiembre de 2014, presentó el programa Cadena 100 Happy Hour, en la misma radio y franja de emisión que el anterior, pero con un formato totalmente distinto. Dejó de conducir este programa ya que abandonó la cadena el 22 de julio de 2016.
Sin desvincularse de Ábside Media, comienza a presentar el programa de televisión De temporada para la cadena del grupo, Trece, el cual fue cancelado al acabar la temporada en el verano de 2017, dentro de un plan de ahorro y viabilidad de la cadena.
En 2018 reaparece en televisión para ejercer de anfitrión de Alba Carrillo, Fructuoso «Fortu» Sánchez y Antonia Dell’Atte en Ven a cenar conmigo: Gourmet edition en Cuatro. Su regreso como presentador a la pequeña pantalla se produce en el verano de 2020 en la primera cadena en la que trabajó, Telemadrid, conduciendo el espacio Dos en la carretera, junto a Carmen Alcayde.
En 2024 trabaja vendiendo colchones y tendederos de ropa en la Teletienda.

## Trayectoria en televisión
- Colaborador de diferentes programas de Telemadroño (1994-1996).
- Colaborador de diferentes programas de Telemadrid (1996-1998).
- El rincón mágico (1998), Disney Channel. Presentador.
- Lo que necesitas es amor (1998-1999), Antena 3. Presentador.
- Madrid directo (1998-2001), Telemadrid. Reportero y presentador de «El tiempo».
- De buena mañana (2001-2002), Antena 3. Presentador.
- Cerca de ti (2002-2004), La 1. Presentador.
- Mi planeta (2003), La 1. Presentador.
- Día a día (2004), Telecinco. Copresentador.
- Gran Hermano (2004-2007), Telecinco. Colaborador.
- El programa de Ana Rosa (2005-2009). Telecinco. Copresentador.[8][9]
- Gran Hermano VIP: El desafío (2005). Telecinco. Colaborador.
- La casa de tu vida (2005), Telecinco. Colaborador.
- La hora de los corazones solitarios (2005), Telecinco. Presentador.
- Supervivientes: Perdidos en República Dominicana (2006), Telecinco. Colaborador.
- Valanota (2008), Telecinco. Presentador.
- La vuelta al mundo en directo (2009), Antena 3. Presentador.
- Los últimos 20 metros (2009), Antena 3. Presentador.
- Tal cual lo contamos (2010), Antena 3. Colaborador.
- ¡A bailar! (2014), Antena 3. Concursante.
- De temporada, (2016-2017), Trece. Presentador.
- Ven a cenar conmigo: Gourmet edition (2018). Cuatro. Concursante.
- Dos en la carretera (2020), Telemadrid. Presentador.
- El cazador (2020), La 1. Concursante.
- El comodín de La 1 (2023), La 1. Concursante.
- Ailoviu (2023-), La 7 (Región de Murcia). Presentador.
- Juntos (2023-2024), Telemadrid. Presentador.
- Tren de vida (2024), Telemadrid. Presentador.
- Teletienda (2024-), Galería del Coleccionista. Presentador.